# Ильсторпская кирха
Ильсторпская кирха (швед. Ilstorps kyrka) — лютеранский храм в Ильсторпе, в коммуне Шёбу в лене Сконе. Является храмом церковного прихода Шёбу епархии Лунда Шведской Церкви. Храм основан в XIII веке.
Кирпичная церковь в романском стиле в Ильстропе была построена в середине XIII века. Храм рассчитан на пятьдесят человек и является самым маленьким в Скании. Первоначально церковное здание состояло из нефа и алтаря без апсиды. В XV веке потолок церкви укрепили кирпичным сводом. Тогда же к храму пристроили церковное крыльцо. В конце XIX веке в церкви провели масштабную реконструкция; снесли восточный фронтон хоров, чтобы возвести апсиду, расширили церковное крыльцо, добавив этаж, на котором разместили церковные колокола. Ранее церковный колокол, отлитый в 1653 году, висел в стоявшей рядом с храмом звоннице. В 1893 году в церкви появилась органная галерея. В 1959 году снесли глинобитный с соломенной крышей Дом пастора. До перестройки XIX века церковь находилась в центре села, теперь она занимает его окраину.
Во время ремонтных работ 2002—2006 года в храме обнаружили фрески разного периода. Самые старые из них датируются XV—XVI веками. Авторы росписей неизвестны. Исследователями было замечено сходство фресок с работами Мастера Андреаса из Линдероде. Изображения апостолов Варфоломея, Иакова Старшего, Иоанна Богослова и Павла с их атрибутами находятся в северной части алтаря. Все обнаруженные росписи были законсервированы.
Самый старым предметом в интерьере церкви является ящик для пожертвования, сделанного из цельного ствола дерева; полый сверху, он оснащен запираемой дверцей. Подобный тип ящиков представляет собой старинную корзину для пожертвований, деньги из которой жертвовались нуждающимся. Кафедра 1645 года содержит подпись «HNDS», которую расшифровывают как «герр Нильс Дидриксон». В XVII веке в храме служил священник с таким именем. На кафедре изображены трое из четверых евангелистов. К XVII веку относятся и церковные скамейки, а на одной из стен висит сабля офицера армии Карла XII, изготовленная в 1690—1697 годах. Алтарный образ XVII века является дополнением к алтарю, так как состоит из библейских цитат, взятых из Библии Фридриха II, изданной в 1589 году. В верхнем поле алтаря изображен ягнёнок со знаменем победы — символом Христа. На стене напротив висит Распятие XVII века. XVII веком также датируется латунная купель для крещения. Новая купель была подарена храму в 1977 году. В церкви отсутствует орган, но есть фисгармония.